# サフィー2世スライマーン
サフィー2世またはスライマーン1世（Safi II/Suleiman I, 1647年 - 1694年7月29日）は、サファヴィー朝の第8代シャー（在位：1666年 - 1694年）。アッバース2世とナキハト・ハーヌムの子。初めサフィー2世と名乗ったが、後に縁起担ぎのためスライマーンに改名した。

## 生涯
1666年10月に父が亡くなり、11月1日に即位してサフィー2世と名乗ったが、疫病・飢餓・地震と災害続きで北のコサック侵入、東のウズベク再襲撃にも見舞われ、サフィー2世自身も病気に倒れた。こうした事態は即位式の日取りに問題があったとされ、1668年3月20日に改めて即位式が挙行されスライマーンと改名した。しかしスライマーンは後宮育ちの怠惰で無能な人物であり、政治を大臣に丸投げして酒と女に溺れて自堕落な日々を過ごした。
だが、宮廷に引き籠ると後宮の女性や宦官に信頼を寄せていったため、宦官達がシャーの信頼を楯に政治に介入、大臣達の命令を覆して私欲に走る事態となり、浪費ばかりする宮廷の費用は増大し領民は重税に苦しみ、軍も弱体化してカスピ海を荒らし回るコサックのステンカ・ラージンやホラーサーンに侵攻するウズベクに為す術が無くサファヴィー朝は衰退に向かっていった。1694年にスライマーンは酒が引き起こした脳卒中で死去、子のスルターン・フサインが即位したが、サファヴィー朝はフサインの代で更に退廃、滅亡への道を歩んでいった。